# Dominik Kubera
Dominik Kubera (ur. 15 kwietnia 1999 w Lesznie) – polski żużlowiec.

## Kariera
Zawodnik jest wychowankiem Unii Leszno. W sierpniu 2014 zdał egzamin na licencję "Ż". W barwach Unii 26 czerwca 2015 roku w meczu przeciwko Unii Tarnów zadebiutował w polskiej Ekstralidze. Mecz zakończył z dorobkiem jednego punktu (0,0,1). Od połowy sezonu 2016 był już podstawowym zawodnikiem klubu. W tym samym roku zaliczył też debiut w reprezentacji, startując w drużynowych mistrzostwach Europy juniorów 2016, które reprezentacja Polski zakończyła ze złotym medalem. Od 2017 regularnie reprezentował Polskę w zawodach młodzieżowych. W 2017 został złotym medalistą drużynowych mistrzostw świata juniorów oraz drużynowych mistrzostw Europy juniorów. Zadebiutował również w indywidualnych mistrzostwach świata juniorów. W klasyfikacji końcowej zajął 12. miejsce. 21 kwietnia 2018 w ramach 3 kolejki Ekstraligi w meczu przeciwko GKMowi Grudziądz wygranym przez Unię 28:62 pierwszy raz zdobył dwucyfrową liczbę punktów – 10 i 2 bonusy (2*,2,2*,1,3). W sezonie 2018 zaliczył wysoki progres jeśli chodzi o średnią biegową. W 2017 wyniosła ona 1,321, natomiast w 2018 już 1,619. 
W 2019 poza startami w Unii Leszno, zaczął jeździć również w lidze szwedzkiej w barwach Elit Vetlandy. W 2019 zdobył brązowy medal IMŚJ. Był to jego pierwszy medal tych rozgrywek w karierze. W następnym sezonie zdobył srebro tych rozgrywek. Był również rezerwowym reprezentacji Polski podczas Speedway of Nations 2020. W polskiej ekstralidze osiągnął średnią biegową 1,890, co czyniło go najlepszym juniorem całych rozgrywek. 
5 października 2020 został ogłoszony jednym ze stałych rezerwowych Grand Prix na rok następny. 
W ciągu sześciu lat startów w Unii Leszno, pięciokrotnie zdobył złote medale drużynowych mistrzostw Polski (2015, 2017, 2018, 2019, 2020). Kolejne 3 złote medale DMP zdobył reprezentując Motor Lublin, w latach 2022, 2023 oraz 2024. W swoim dorobku posiada również 1 srebrny medal, zdobyty w barwach Motoru w sezonie 2021.
Od sezonu 2021 zawodnik klubu Motoru Lublin, z którym w pierwszym sezonie startów zdobył srebrny medal drużynowych mistrzostw Polski. 6 sierpnia 2021 zadebiutował w Grand Prix jako dzika karta na dwie rundy GP w Lublinie. Już w swoim pierwszym turnieju dość niespodziewanie stanął na drugim stopniu podium. Dzień później kolejny raz zanotował dobry występ, zajmując trzecią pozycję. Wyżej od niego znalazło się tylko dwóch zawodników dominujących cykl przez cały sezon: Artiom Łaguta i Bartosz Zmarzlik. Następną okazję do startu dostał 14 sierpnia, kiedy to wystąpił w rundzie rozgrywanej w Målilli, zastępując kontuzjowanego Martina Vaculíka. Rywalizację ukończył na 7. pozycji. W ciągu trzech rund zdobył 44 punkty, co uplasowało go na 14. miejscu w klasyfikacji końcowej cyklu. Wyprzedził będących stałymi uczestnikami GP Olivera Berntzona i Krzysztofa Kasprzaka, mimo że ci nie opuścili żadnego turnieju, co w żużlu jest sytuacją bardzo rzadko spotykaną. Dzięki dobrym startom zarówno w GP, jak i w ligach szwedzkiej oraz polskiej, dostał powołanie do kadry na Speedway of Nations 2021. Razem z Bartoszem Zmarzlikiem i rezerwowym Jakubem Miśkowiakiem reprezentował Polskę w półfinale, gdzie zdobył 13 punktów (3,3,2,-,3,2). W finale zastąpił go jednak Maciej Janowski. 
W lidze szwedzkiej kontrakt na starty w sezonie 2022 podpisał z Lejonen Speedway.
Dominik Kubera otrzymał dziką kartą i będzie stałym uczestnikiem Speedway Grand Prix 2024. Organizatorzy przyznali pięć dzikich kart na przyszłoroczne Indywidualne Mistrzostwa Świata na żużlu, a Kubera został wybrany, mimo że wymieniano także innych potencjalnych kandydatów, takich jak Janusz Kołodziej.

## Starty w Grand Prix (indywidualnych mistrzostwach świata na żużlu)

### Miejsca na podium w poszczególnych zawodachGrand Prix
| Nr | Dzień      | Rok  | Nazwa             | Miejscowość | Tor                     | Miejsce | Punkty | Biegi           | Zwycięzca        |
| -- | ---------- | ---- | ----------------- | ----------- | ----------------------- | ------- | ------ | --------------- | ---------------- |
| 1. | 6 sierpnia | 2021 | Grand Prix Polski | Lublin      | Stadion MOSiR Bystrzyca | 2.      | 18     | (3,2,3,2,2,2,2) | Bartosz Zmarzlik |
| 2. | 7 sierpnia | 2021 | Grand Prix Polski | Lublin      | Stadion MOSiR Bystrzyca | 3.      | 16     | (3,0,3,3,1,2,1) | Artiom Łaguta    |

### Punkty w poszczególnych zawodachGrand Prix
| Sezon 2021             |                      |                      |                       |                                 |                      |                                 |                                |                                |                     |                   |                   |                   |         |         |         |         |         |         |         |         |         |        |        |        |        |        |        |        |        |        |        |        |   |
| GP Czech – Praga       | GP Czech – Praga     | GP Polski – Wrocław  | GP Polski – Wrocław   | GP Polski – Lublin              | GP Polski – Lublin   | GP Szwecji – Målilla            | GP Rosji – Togliatti           | GP Danii – Vojens              | GP Polski – Toruń   | GP Polski – Toruń | miejsce           | miejsce           | miejsce | miejsce | miejsce | miejsce | miejsce | miejsce | miejsce | miejsce | miejsce | punkty | punkty | punkty | punkty | punkty | punkty | punkty | punkty | punkty | punkty | punkty |   |
| –                      | –                    | –                    | –                     | 18                              | 16                   | 10                              | –                              | –                              | –                   | –                 | 14                | 14                | 14      | 14      | 14      | 14      | 14      | 14      | 14      | 14      | 14      | 44     | 44     | 44     | 44     | 44     | 44     | 44     | 44     | 44     | 44     | 44     |   |
| Sezon 2023             |                      |                      |                       |                                 |                      |                                 |                                |                                |                     |                   |                   |                   |         |         |         |         |         |         |         |         |         |        |        |        |        |        |        |        |        |        |        |        |   |
| GP Chorwacji – Goričan | GP Polski – Warszawa | GP Czech – Praga     | GP Niemiec – Teterow  | GP Polski – Gorzów Wielkopolski | GP Szwecji – Målilla | GP Łotwy – Ryga                 | GP Wielkiej Brytanii – Cardiff | GP Danii – Vojens              | GP Polski – Toruń   | miejsce           | miejsce           | miejsce           | miejsce | miejsce | miejsce | miejsce | miejsce | miejsce | miejsce | punkty  | punkty  | punkty | punkty | punkty | punkty | punkty | punkty | punkty | punkty |        |        |        |   |
| –                      | –                    | –                    | –                     | –                               | –                    | –                               | –                              | –                              | 4                   | 21                | 21                | 21                | 21      | 21      | 21      | 21      | 21      | 21      | 21      | 21      | 21      | 4      | 4      | 4      | 4      | 4      | 4      | 4      | 4      | 4      | 4      | 4      | 4 |
| Sezon 2024             |                      |                      |                       |                                 |                      |                                 |                                |                                |                     |                   |                   |                   |         |         |         |         |         |         |         |         |         |        |        |        |        |        |        |        |        |        |        |        |   |
| GP Chorwacji – Goričan | Sprint – Warszawa    | GP Polski – Warszawa | GP Niemiec – Landshut | GP Czech – Praga                | GP Szwecji – Målilla | GP Polski – Gorzów Wielkopolski | Sprint – Cardiff               | GP Wielkiej Brytanii – Cardiff | GP Polski – Wrocław | GP Łotwy – Ryga   | GP Danii – Vojens | GP Polski – Toruń | miejsce | miejsce | miejsce | miejsce | miejsce | miejsce | miejsce | miejsce | punkty  | punkty | punkty | punkty | punkty | punkty | punkty | punkty |        |        |        |        |   |
| 9                      | –                    | 2                    | 14                    | 14                              | 11                   | 4                               | –                              | 14                             | 5                   | 5                 | 10                | 10                | 8       | 8       | 8       | 8       | 8       | 8       | 8       | 8       | 98      | 98     | 98     | 98     | 98     | 98     | 98     | 98     |        |        |        |        |   |

| Statystyki        | Statystyki |
| ----------------- | ---------- |
| Starty            | 15         |
| Zwycięstwa        | 0          |
| Miejsca na podium | 2          |
| Finalista         | 5          |
| Punkty            | 146        |

## Starty windywidualnych mistrzostwach świata juniorów
| Sezon 2017 |         |           |         |         |         |         |         |         |         |         |         |        |        |        |        |        |        |        |        |        |
| Poznań     | Güstrow | Pardubice | miejsce | miejsce | miejsce | miejsce | miejsce | miejsce | miejsce | miejsce | miejsce | punkty | punkty | punkty | punkty | punkty | punkty | punkty | punkty | punkty |
| 10         | 7       | 2         | 12      | 12      | 12      | 12      | 12      | 12      | 12      | 12      | 12      | 19     | 19     | 19     | 19     | 19     | 19     | 19     | 19     | 19     |
| Sezon 2018 |         |           |         |         |         |         |         |         |         |         |         |        |        |        |        |        |        |        |        |        |
| Dyneburg   | Leszno  | Pardubice | miejsce | miejsce | miejsce | miejsce | miejsce | miejsce | miejsce | miejsce | miejsce | punkty | punkty | punkty | punkty | punkty | punkty | punkty | punkty | punkty |
| 12         | 13      | 12        | 4       | 4       | 4       | 4       | 4       | 4       | 4       | 4       | 4       | 37     | 37     | 37     | 37     | 37     | 37     | 37     | 37     | 37     |
| Sezon 2019 |         |           |         |         |         |         |         |         |         |         |         |        |        |        |        |        |        |        |        |        |
| Lublin     | Güstrow | Pardubice | miejsce | miejsce | miejsce | miejsce | miejsce | miejsce | miejsce | miejsce | miejsce | punkty | punkty | punkty | punkty | punkty | punkty | punkty | punkty | punkty |
| 17         | 19      | 9         |         |         |         |         |         |         |         |         |         | 45     | 45     | 45     | 45     | 45     | 45     | 45     | 45     | 45     |
| Sezon 2020 |         |           |         |         |         |         |         |         |         |         |         |        |        |        |        |        |        |        |        |        |
| Pardubice  | miejsce | miejsce   | miejsce | miejsce | miejsce | miejsce | miejsce | miejsce | miejsce | punkty  | punkty  | punkty | punkty | punkty | punkty | punkty | punkty | punkty |        |        |
| 16         |         |           |         |         |         |         |         |         |         | 16      | 16      | 16     | 16     | 16     | 16     | 16     | 16     | 16     |        |        |

| Statystyki        | Statystyki |
| ----------------- | ---------- |
| Starty            | 10         |
| Zwycięstwa        | 1          |
| Miejsca na podium | 3          |
| Finalista         | 6          |
| Punkty            | 117        |

## Mistrzostwa Polski

### Indywidualne mistrzostwa Polski
| Sezon | Dzień                           | Miejscowość                    | Miejsce                 | Punkty                  | Biegi                                        | Klub         | Zwycięzca        |
| ----- | ------------------------------- | ------------------------------ | ----------------------- | ----------------------- | -------------------------------------------- | ------------ | ---------------- |
| 2017  | 2 lipca                         | Gorzów Wielkopolski            | 8. miejsce w półfinale  | 8. miejsce w półfinale  | 8. miejsce w półfinale                       | Unia Leszno  | Szymon Woźniak   |
| 2018  | 4 sierpnia                      | Leszno                         | 1. miejsce w półfinale  | 1. miejsce w półfinale  | 1. miejsce w półfinale                       | Unia Leszno  | Piotr Pawlicki   |
| 2019  | 14 lipca                        | Leszno                         | 8.                      | 8                       | (1,3,2,1,1)                                  | Unia Leszno  | Janusz Kołodziej |
| 2020  | 7 września                      | Leszno                         | 13.                     | 4                       | (0,2,0,2,0)                                  | Unia Leszno  | Maciej Janowski  |
| 2021  | 11 lipca                        | Leszno                         | 11. miejsce w półfinale | 11. miejsce w półfinale | 11. miejsce w półfinale                      | Motor Lublin | Bartosz Zmarzlik |
| 2022  | 9 lipca 15 sierpnia 5 września  | Grudziądz Krosno Rzeszów       |                         | 13+3 18 10+2            | (3,2,2,3,2,1) (3,3,2,3,3,3) +1 (2,0,2,3,2,1) | Motor Lublin | Bartosz Zmarzlik |
| 2023  | 8 czerwca 16 lipca 4 września   | Rzeszów Piła Łódź              | 11.                     | – 11 4                  | – (0,3,3,2,3) (w,0,0,3,1)                    | Motor Lublin | Bartosz Zmarzlik |
| 2024  | 6 lipca 27 lipca 10 sierpnia    | Łódź Bydgoszcz Lublin          | 4.                      | 9 18 7                  | (0,3,2,3,1) (3,2,3,3,3,3) +1 (2,1,1,3,w)     | Motor Lublin | Maciej Janowski  |
| 2025  | 19 czerwca 19 lipca 15 sierpnia | Toruń Ostrów Wlkp. Częstochowa |                         | 13 15 10                | (2,2,2,3,1,3) (3,2,3,3,2,2) (1,3,2,2,2)      | Motor Lublin | Patryk Dudek     |

### Drużynowe mistrzostwa Polski
| Sezon | Liga       | Klub                     | Miejsce | Mecze | Biegi | Punkty | Bonusy | Razem | Śr. bieg.   | Śr. mecz. |
| ----- | ---------- | ------------------------ | ------- | ----- | ----- | ------ | ------ | ----- | ----------- | --------- |
| 2015  | Ekstraliga | Unia Leszno              | 1.      | 3     | 10    | 7      | 0      | 7     | 0,700 (nsk) | 2,33      |
| 2015  | 1. liga    | Polonia Bydgoszcz (gość) | 4.      | 4     | 14    | 18     | 2      | 20    | 1,429 (nsk) | 4,50      |
| 2016  | Ekstraliga | Unia Leszno              | 7.      | 7     | 22    | 21     | 2      | 23    | 1,045 (nsk) | 3,00      |
| 2016  | 1. liga    | Wanda Kraków (gość)      | 7.      | 2     | 9     | 14     | 0      | 14    | 1,556 (nsk) | 7,00      |
| 2017  | Ekstraliga | Unia Leszno              | 1.      | 17    | 56    | 59     | 15     | 74    | 1,321 (43)  | 4,35      |
| 2018  | Ekstraliga | Unia Leszno              | 1.      | 16    | 63    | 83     | 19     | 102   | 1,619 (30)  | 5,19      |
| 2018  | 2. liga    | Kolejarz Rawicz (gość)   | 3.      | 3     | 14    | 25     | 4      | 29    | 2,071 (nsk) | 8,33      |
| 2019  | Ekstraliga | Unia Leszno              | 1.      | 18    | 73    | 98     | 14     | 112   | 1,534 (32)  | 5,44      |
| 2019  | 2. liga    | Kolejarz Rawicz (gość)   | 6.      | 1     | 6     | 17     | 0      | 17    | 2,833 (nsk) | 17,00     |
| 2020  | Ekstraliga | Unia Leszno              | 1.      | 18    | 73    | 120    | 18     | 138   | 1,890 (17)  | 6,67      |
| 2021  | Ekstraliga | Motor Lublin             | 2.      | 17    | 83    | 131    | 18     | 149   | 1,795 (22)  | 7,71      |
| 2022  | Ekstraliga | Motor Lublin             | 1.      | 18    | 107   | 209    | 20     | 229   | 2,140 (8)   | 11,61     |
| 2023  | Ekstraliga | Motor Lublin             | 1.      | 14    | 66    | 133    | 12     | 145   | 2,197 (7)   | 9,50      |
| 2024  | Ekstraliga | Motor Lublin             | 1.      | 20    | 95    | 180    | 19     | 199   | 2,095 (10)  | 9,00      |

### Młodzieżowe Indywidualne mistrzostwa Polski
| Sezon | Dzień       | Miejscowość  | Miejsce                   | Punkty                    | Biegi                     | Klub             | Zwycięzca        |
| ----- | ----------- | ------------ | ------------------------- | ------------------------- | ------------------------- | ---------------- | ---------------- |
| 2015  | 12 lipca    | Leszno       | 5. miejsce w eliminacjach | 5. miejsce w eliminacjach | 5. miejsce w eliminacjach | Fogo Unia Leszno | Bartosz Zmarzlik |
| 2016  | 16 lipca    | Częstochowa  | 7.                        | 8                         | (1,1,2,3,1)               | Fogo Unia Leszno | Daniel Kaczmarek |
| 2017  | 15 lipca    | Rybnik       | 2.                        | 13                        | (3,2,3,3,2)               | Fogo Unia Leszno | Bartosz Smektała |
| 2019  | 15 sierpnia | Tarnów       | 2.                        | 13+2                      | (3,3,2,3,2) +2            | Fogo Unia Leszno | Jakub Miśkowiak  |
| 2020  | 21 września | Zielona Góra | 1.                        | 13                        | (3,3,3,1,3)               | Fogo Unia Leszno | –                |

### Młodzieżowe Drużynowe Mistrzostwa Polski
| Sezon | Dzień       | Miejscowość | Skład | Miejsce | Punkty  | Biegi           | Klub             | Zwycięzca             |
| ----- | ----------- | ----------- | ----- | ------- | ------- | --------------- | ---------------- | --------------------- |
| 2016  | 23 września | Rybnik      | [ c ] | 1.      | 10 (38) | (d,3,1,1,2,1,2) | Fogo Unia Leszno | –                     |
| 2017  | 26 września | Toruń       | [ d ] | 4.      | 10 (19) | (3,3,2,2)       | Fogo Unia Leszno | Włókniarz Częstochowa |

### Mistrzostwa Polski Par Klubowych
| Sezon | Dzień      | Miejscowość         | Skład | Miejsce | Punkty    | Biegi         | Klub             | Zwycięzca             |
| ----- | ---------- | ------------------- | ----- | ------- | --------- | ------------- | ---------------- | --------------------- |
| 2018  | 3 maja     | Ostrów Wielkopolski | [ e ] | 7.      | 2 (12)    | (0,1,1)       | Fogo Unia Leszno | Betard Sparta Wrocław |
| 2020  | 5 sierpnia | Gdańsk              | [ f ] | 1.      | 16 (29)   | (3,3,3,3,3,1) | Fogo Unia Leszno | –                     |
| 2022  | 3 kwietnia | Poznań              | [ g ] | 1.      | 15 (23)   | (3,3,2,3,2,2) | Motor Lublin     | –                     |
| 2023  | 2 kwietnia | Rzeszów             | [ h ] | 1.      | 11 (22+3) | (2,3,–,3,3,0) | Motor Lublin     | –                     |
| 2024  | 7 kwietnia | Poznań              | [ i ] | 1.      | 6 (25)    | (0,2,0,–,2,2) | Motor Lublin     | –                     |
| 2025  | 5 kwietnia | Grudziądz           |       | 1.      | 8 (22+3)  | (2,2,0,2,0,2) | Motor Lublin     | –                     |

### Młodzieżowe Mistrzostwa Polski Par Klubowych
| Sezon | Dzień          | Miejscowość         | Skład | Miejsce | Punkty   | Biegi         | Klub             | Zwycięzca                                    |
| ----- | -------------- | ------------------- | ----- | ------- | -------- | ------------- | ---------------- | -------------------------------------------- |
| 2015  | 26 września    | Gorzów Wielkopolski | [ j ] | 2.      | 2 (21+3) | (w,2,–,0,–,–) | Fogo Unia Leszno | MONEYmakesMONEY.pl Stali Gorzów Wielkopolski |
| 2016  | 15 lipca       | Rybnik              | [ k ] | 1.      | 8 (26)   | (3,1,2,–,2,–) | Fogo Unia Leszno | –                                            |
| 2017  | 4 października | Rybnik              | [ l ] | 1.      | 12 (29)  | (3,2,2,2,1,2) | Fogo Unia Leszno | –                                            |
| 2018  | 20 lipca       | Gorzów Wielkopolski | [ m ] | 1.      | 14 (30)  | (2,3,2,2,3,2) | Fogo Unia Leszno | –                                            |

## Turnieje – Kaski

### Złoty Kask
| Sezon | Dzień           | Miejscowość  | Miejsce                    | Punkty                     | Biegi                      | Klub                   | Zwycięzca          |
| ----- | --------------- | ------------ | -------------------------- | -------------------------- | -------------------------- | ---------------------- | ------------------ |
| 2016  | 25 kwietnia     | Tarnów       | 14. miejsce w eliminacjach | 14. miejsce w eliminacjach | 14. miejsce w eliminacjach | Fogo Unia Leszno       | Patryk Dudek       |
| 2018  | 19 kwietnia     | Piła         | 15.                        | 4                          | (0,0,2,1,1)                | Fogo Unia Leszno       | Jarosław Hampel    |
| 2019  | 11 października | Gdańsk       | 5.                         | 8+2                        | (2,2,1,0,3) +2             | Fogo Unia Leszno       | Krzysztof Kasprzak |
| 2020  | 27 lipca        | Bydgoszcz    | 8.                         | 7                          | (1,0,3,2,1)                | Fogo Unia Leszno       | Bartosz Zmarzlik   |
| 2021  | 21 czerwca      | Zielona Góra | 15.                        | 3                          | (1,1,1,w,0)                | Motor Lublin           | Bartosz Zmarzlik   |
| 2022  | 18 kwietnia     | Opole        | 2.                         | 13                         | (2,3,2,3,3)                | Motor Lublin           | Bartosz Zmarzlik   |
| 2023  | 6 maja          | Opole        | 4.                         | 11                         | (2,2,2,2,3)                | Platinum Motor Lublin  | Maciej Janowski    |
| 2024  | 1 kwietnia      | Opole        | 1.                         | 13                         | (2,3,3,2,3)                | Orlen Oil Motor Lublin | –                  |
| 2025  | 21 kwietnia     | Opole        | 3.                         | 10+3                       | (3,2,1,2,2)+3              | Orlen Oil Motor Lublin | Bartosz Zmarzlik   |

### Srebrny Kask
| Sezon | Dzień       | Miejscowość | Miejsce                 | Punkty                  | Biegi                   | Klub             | Zwycięzca          |
| ----- | ----------- | ----------- | ----------------------- | ----------------------- | ----------------------- | ---------------- | ------------------ |
| 2015  | 30 sierpnia | Piła        | 10. miejsce w półfinale | 10. miejsce w półfinale | 10. miejsce w półfinale | Fogo Unia Leszno | Kacper Woryna      |
| 2016  | 6 sierpnia  | Rawicz      | 9.                      | 8                       | (1,2,2,0,3)             | Fogo Unia Leszno | Krystian Pieszczek |
| 2017  | 1 maja      | Krosno      | 2.                      | 13+2                    | (3,2,2,3,3) +2          | Fogo Unia Leszno | Maksym Drabik      |
| 2018  | 24 maja     | Lublin      | 5.                      | 10                      | (1,3,3,1,2)             | Fogo Unia Leszno | Bartosz Smektała   |
| 2019  | 12 września | Grudziądz   | 1.                      | 14+3                    | (3,3,2,3,3) +3          | Fogo Unia Leszno | –                  |
| 2020  | 26 sierpnia | Gdańsk      | 1.                      | 15                      | (3,3,3,3,3)             | Fogo Unia Leszno | –                  |

### Brązowy Kask
| Sezon | Dzień    | Miejscowość    | Miejsce | Punkty | Biegi       | Klub             | Zwycięzca                             |
| ----- | -------- | -------------- | ------- | ------ | ----------- | ---------------- | ------------------------------------- |
| 2016  | 24 lipca | Opole          | 6.      | 9      | (3,1,0,3,2) | Fogo Unia Leszno | Bartosz Smektała                      |
| 2017  | 15 maja  | Świętochłowice | 1.      | 9      | (3,3,3)     | Fogo Unia Leszno | ex aequo Bartosz Smektała, Wiktor Lis |
| 2018  | 1 maja   | Gniezno        | 1.      | 15     | (3,3,3,3,3) | Fogo Unia Leszno | –                                     |

## Ligi zagraniczne

### Liga szwedzka
| Sezon | Liga       | Klub              | Miejsce | Mecze | Biegi | Punkty | Bonusy | Razem | Śr. bieg.  | Śr. mecz. |
| ----- | ---------- | ----------------- | ------- | ----- | ----- | ------ | ------ | ----- | ---------- | --------- |
| 2019  | Elitserien | Vetlanda Speedway | 4.      | 15    | 74    | 138    | 11     | 149   | 2,014 (11) | 9,20      |
| 2021  | Elitserien | Vetlanda Speedway | 5.      | 11    | 51    | 106    | 7      | 113   | 2,216 (7)  | 10,60     |
| 2022  | Elitserien | Lejonen Gislaved  | 2.      | 12    | 66    | 134    | 5      | 139   | 2,106 (10) | 11,17     |
| 2023  | Elitserien | Lejonen Gislaved  | 3.      | 11    | 45    | 84     | 10     | 94    | 2,089 (11) | 9,33      |
| 2024  | Elitserien | Lejonen Gislaved  | 1.      | 15    | 63    | 125    | 12     | 137   | 2,175 (7)  | 9,62      |

## Pozostałe osiągnięcia
- trzykrotny medalista młodzieżowych indywidualnych mistrzostw Polski: złoty (2020) oraz dwukrotnie srebrny (2017, 2019)
- złoty medalista mistrzostw Polski par klubowych (2020)
- czterokrotny medalista młodzieżowych mistrzostw Polski par klubowych: trzykrotnie złoty (2016, 2017, 2018) oraz srebrny (2015)
- trzykrotny medalista Złotego Kasku: złoty (2024), srebrny (2022) oraz brązowy (2025)
- trzykrotny medalista Srebrnego Kasku: dwukrotnie złoty (2019, 2020) oraz srebrny (2017)
- dwukrotny złoty medalista Brązowego Kasku (2017, 2018)
- srebrny medalista indywidualnych mistrzostw Ligi Juniorów (2016)